# 7323 Robersomma
7323 Robersomma eller 1979 SD9 är en asteroid i huvudbältet som upptäcktes den 22 september 1979 av den rysk-sovjetiske astronomen Nikolaj Tjernych vid Krims astrofysiska observatorium på Krim. Den har fått sitt namn efter Roberto Somma.
Asteroiden har en diameter på ungefär 13 kilometer.